# Alice Leissner
Alice Leissner, née Gruss le 2 juin 1912 à Guebwiller et morte le 13 février 2002 à Obernai, est une athlète française, spécialiste du saut en hauteur et du saut en longueur.

## Biographie
Alice Madeleine Gruss est la fille de Paul Gruss, contremaitre, et de Albertine Gemberle.
Elle remporte son premier titre national en saut en hauteur, en 1931. 
Elle épouse en 1934 à Strasbourg, l'industriel Roger Robert Georges Leissner (1913-1972), qui deviendra plus tard premier magistrat de Mutzig.
En 1935, elle s'adjuge le saut en longueur des Championnats de France d'athlétisme.
En 1936, elle se déplace à Berlin pour participer aux JO. Malade, elle ne participe pas au relais 4 x 100 m.
Au décès de son mari en 1972, elle devient la première femme maire en Alsace. Elle perd son mandat aux élections municipales de 1977.
Elle est morte à l'âge de 89 ans